# Matamoros–Brownsville
Matamoros–Brownsville (ou Brownsville–Matamoros) est une aire urbaine et conurbation internationale s'étalant des deux côtés de la frontière entre les États-Unis et le Mexique et du fleuve Río Grande avec deux grandes villes de chaque côté : Matamoros, dans l'État mexicain de Tamaulipas, et Brownsville, dans l'État américain du Texas.
La population de la conurbation est estimée à plus de 1 130 000 habitants, ce qui en fait la 4e plus grande agglomération transfrontalière partagée entre les États-Unis et le Mexique.